# Biomechanical
Biomechanical — британская грув-метал-группа из Лондона, Великобритания.
Группа основана в апреле 1999 Джоном К. (настоящее имя — Янис Кутселинис), который написал, записал и сделал все аранжировки, за исключением песен ‘Existenz’ и ‘Survival’, которые были написаны в соавторстве с Крисом Вэббом и Джейми Хантом. Джон также написал паттерны и аранжировки ударных, с добавление брэйков бывшего ударника Мэтта Черри.
Biomechanical появилась в качестве главной цели всей жизни лидера/вокалиста/лирициста Джона К., который визуализировал с самого начала три альбома Eight Moons, The Empires of the Worlds и Cannibalised. У этих трех альбомов одна общая сюжетная линия.
После выпуска первого альбома на лейбле Revulver Records, владелец лейбла Etilist Records Ли Барретт связался с группой и после собеседования обе стороны приняли соглашение о подписании контракта с Earache\Etilist Records 3 сентября 2004.
Накануне выпуска 3-го альбома появилась новость, согласно которой Вэбб, Коллинс и Мэтт Ч. уходят из проекта из-за ультиматума, поставленного Джоном К. Вскоре были объявлены новые члены группы и новый тур по Великобритании, Греции и нескольких выступления на больши Европейских фестивалях в 2007—2008.

## Влияния
Джон К. высказал источники вдохновения как свои, так и остальных членов группы:
- Группы: Slayer, Pantera, Iron Maiden, Judas Priest, Metallica, Queensryche.
- Кино-композиторы: Джон Уилльямс, Джерри Голдсмит и Эллиот Голденталь.

## Участники
- Джон К. (Yiannis Koutselinis) — вокал\клавиши (2001-) (ex-Deceptor (Grc), Balance of Power (band) (UK))
- Гус Дрэкс — Гитара (с 2007)
- Эдриан Лэмберт — бас-гитара (с 2007) (ex-Intense (UK), ex-Dragonforce, Son of Science)
- Джонно Лодж — ударные (с 2007)

### Бывшие участники
- Мэтт Ч. (Мэтт Черри) — ударные (Solsikk), (Chaosanct) (2001—2007)
- Крис Вэбб — гитара (Solsikk) (2001—2007)
- Джейми Хант — гитара (Gutworm) (2001—2007)
- Джон Коллинс — бас-гитара (2001—2007)
- Крис Ван Хейдн — гитара (2007—2008) (Chaosgenesis, Dismal Gale (Slv))
- Стив Форворд — гитара (2000—2001)

## Дискография

### Демо
- Distorted, demo, (2001)

### Студийные альбомы
- Eight Moons (2002), Revolver Records
- The Empires of the Worlds (2005), Earache/Elitist
- Cannibalised (2008), Earache Records